# Anna dai capelli rossi/Come le piume dei pettirossi
Anna dai capelli rossi/Come le piume dei pettirossi  è un singolo del gruppo musicale italiano I ragazzi dai capelli rossi, pubblicato nel 1980.

## Descrizione
Il brano Anna dai capelli rossi è la sigla dell'anime omonimo, scritto da Luigi Albertelli su musica e arrangiamento di Vince Tempera.
La musica è ispirata al brano Rivers of Babylon, portato al successo dai Melodians nel 1969 e in seguito reinterpretata dai Boney M. nel 1978, e a questa seconda versione si rifà abbastanza chiaramente, sia negli arrangiamenti che nella struttura, anche se in altri incontri pubblici Vince Tempera ha però ammesso di essersi ispirato all'inno Bandiera rossa.
Come le piume dei pettirossi è un'altra canzone ispirata all'anime, scritta da Adelio Cogliati, che partecipa anche alla realizzazione dell'arrangiamento assieme a Vince Tempera, e incisa anch'essa dai Fratelli Balestra come I ragazzi dai capelli rossi.

### Pubblicazione
Il disco è stato pubblicato su etichetta CBS con numero di catalogo CBS 9073. Entrambi i brani, inoltre, sono stati inseriti nella compilation Supersigle TV vol. 5 e in numerose altre raccolte. Visto il notevole successo del disco, venne anche pubblicato in un edizione juke-box, che vede nel lato opposto la sigla Scacco matto di Laura Troschel

### Accoglienza
Il disco fu un notevole successo discografico, rimanendo in classifica per quattordici settimane a cavallo tra il 1980 e il 1981, toccando anche la prima posizione. A fine anno il disco risultò il diciottesimo più venduto del 1981. 

## Tracce
1. Anna dai capelli rossi – 4:28 (Luigi Albertelli, Vince Tempera)
2. Come le piume dei pettirossi – 3:24 (Adelio Cogliati, Vince Tempera)

Durata totale: 7:52

## Edizione del 1997
Nel 1997 venne realizzata una nuova versione della sigla, arrangiata dagli stessi autori originali. La sigla fu pubblicata per la prima volta nella compilation Ufo Robot Super Hits Cartoons e successivamente in altre compilation di sigle. Questa edizione della sigla è stata poi utilizzata nelle edizioni in DVD della serie, in sostituzione di quella originale.